# Diclidocella ngake
Diclidocella ngake là một loài chân đều trong họ Sphaeromatidae. Loài này được Bruce miêu tả khoa học năm 1995.